# Chassors
Chassors é uma comuna francesa na região administrativa da Nova Aquitânia, no departamento de Charente. Estende-se por uma área de 13,21 km². Em 2010 a comuna tinha 1 134 habitantes (densidade: 85,8 hab./km²).